# Xénia Krizsán
Xénia Krizsán (née le 13 janvier 1993) est une athlète hongroise, spécialiste des épreuves combinées.

## Biographie
Elle se classe deuxième de l'heptathlon lors des championnats du monde juniors de 2012, derrière la Cubaine Yorgelis Rodríguez.
En 2015, elle remporte le titre des championnats d'Europe espoirs, à Tallinn, avec 6 303 pts. Le 9 juillet 2016, la Hongroise échoue au pied du podium des Championnats d'Europe d'Amsterdam avec 6 266 points, relativement à distance de la médaille de bronze de l'Autrichienne Ivona Dadic (6 408 pts).
Le 2 mars 2018, elle termine 6e des championnats du monde en salle de Birmingham avec 4 559 points.
Le 23 juin 2019, elle se classe 2e du Décastar de Talence avec 6 619 points, améliorant de 46 points le record de Hongrie datant de 1994.
En 2021 Xénia Krizsán remporte l'Hypo-Meeting de Götzis avec 6 651 pts, un nouveau record de Hongrie.
Elle est entraînée par Dezső Szabó, vice-champion d'Europe 1994 du décathlon.

## Palmarès
| Date | Compétition                    | Lieu           | Résultat | Epreuve    | Points    |
| ---- | ------------------------------ | -------------- | -------- | ---------- | --------- |
| 2009 | Championnats du monde cadets   | Bressanone     | 4e       | Heptathlon | 5 353 pts |
| 2010 | Championnats du monde juniors  | Moncton        | 7e       | Heptathlon | 5 594 pts |
| 2011 | Championnats d'Europe juniors  | Tallinn        | 7e       | Heptathlon | 5 718 pts |
| 2012 | Championnats du monde juniors  | Barcelone      | 2e       | Heptathlon | 5 957 pts |
| 2013 | Championnats d'Europe espoirs  | Tampere        | 7e       | Heptathlon | 5 770 pts |
| 2014 | Championnats d'Europe          | Zurich         | 9e       | Heptathlon | 6 156 pts |
| 2015 | Championnats d'Europe espoirs  | Tallinn        | 1re      | Heptathlon | 6 303 pts |
| 2015 | Championnats du monde          | Pékin          | 9e       | Heptathlon | 6 322 pts |
| 2016 | Championnats d'Europe          | Amsterdam      | 4e       | Heptathlon | 6 266 pts |
| 2016 | Jeux olympiques                | Rio de Janeiro | 16e      | Heptathlon | 6 257 pts |
| 2016 | Décastar                       | Talence        | 6e       | Heptathlon | 6 095 pts |
| 2017 | Championnats d'Europe en salle | Belgrade       | 4e       | Pentathlon | 4 631 pts |
| 2017 | Hypo-Meeting                   | Götzis         | 9e       | Heptathlon | 6 390 pts |
| 2017 | Championnats du monde          | Londres        | 9e       | Heptathlon | 6 356 pts |
| 2017 | Décastar                       | Talence        | 2e       | Heptathlon | 6 282 pts |
| 2018 | Championnats du monde en salle | Birmingham     | 6e       | Pentathlon | 4 559 pts |
| 2018 | Championnats d'Europe          | Berlin         | 7e       | Heptathlon | 6 367 pts |
| 2019 | Championnats d'Europe en salle | Glasgow        | 7e       | Pentathlon | 4 608 pts |
| 2019 | Hypo-Meeting                   | Götzis         | 3e       | Heptathlon | 6 469 pts |
| 2019 | Décastar                       | Talence        | 2e       | Heptathlon | 6 619 pts |
| 2021 | Championnats d'Europe en salle | Toruń          | 3e       | Pentathlon | 4 644 pts |
| 2022 | Championnats du monde          | Eugene         | —        | Heptathlon | DNF       |
| 2022 | Championnats d'Europe          | Munich         | 5e       | Heptathlon | 6 372 pts |
| 2023 | Championnats d'Europe en salle | Istanbul       | 5e       | Pentathlon | 4 499 pts |
| 2023 | Championnats du monde          | Budapest       | 4e       | Heptathlon | 6 479 pts |
| 2024 | Jeux olympiques                | Paris          | 7e       | Heptathlon | 6 386 pts |

## Records
| Épreuve           | Performance    | Lieu        | Date              |
| ----------------- | -------------- | ----------- | ----------------- |
| 100 mètres haies  | 13 s 31        | Götzis      | 29 mai 2021       |
| Saut en hauteur   | 1,82 m         | Talence     | 16 septembre 2017 |
| Lancer du poids   | 14,34 m        | Budapest    | 30 juin 2017      |
| 200 mètres        | 24 s 32        | Götzis      | 29 mai 2021       |
| Saut en longueur  | 6,41 m         | Götzis      | 30 mai 2021       |
| Lancer du javelot | 53,27 m        | Talence     | 23 juin 2019      |
| 800 mètres        | 2 min 6 s 27   | Saint-Denis | 9 août 2024       |
| Heptathlon        | 6 651 pts (NR) | Götzis      | 30 mai 2021       |

| Épreuve          | Performance   | Lieu       | Date            |
| ---------------- | ------------- | ---------- | --------------- |
| 60 mètres haies  | 8 s 27        | Toruń      | 5 mars 2021     |
| Saut en hauteur  | 1,82 m        | Birmingham | 2 mars 2018     |
| Lancer du poids  | 14,48 m       | Toruń      | 5 mars 2021     |
| Saut en longueur | 6,17 m        | Budapest   | 11 janvier 2017 |
| 800 mètres       | 2 min 10 s 50 | Glasgow    | 1er mars 2019   |
| Pentathlon       | 4 631 pts     | Belgrade   | 3 mars 2017     |